# Symbolia mexicana
Symbolia mexicana är en tvåvingeart som beskrevs av Robinson 1966. Symbolia mexicana ingår i släktet Symbolia och familjen styltflugor. Inga underarter finns listade i Catalogue of Life.